# Вандлиц
Вандлиц (нем. Wandlitz) — община в Германии, в земле Бранденбург.
Входит в состав района Барним. Население составляет 21 704 человека (на 31 декабря 2010 года). Занимает площадь 164,13 км².
Коммуна подразделяется на 9 сельских округов.
| Год  | Население |
| ---- | --------- |
| 2005 | 19 987    |
| 2010 | 21 530    |